# José Luis Pomi
José Luis Pomi (Montevideo, 4 de septiembre de 1943 - Ib., 27 de marzo de 2017) fue un tenor, profesor y músico uruguayo.

## Biografía
Nació en Montevideo en una familia originaria de Primaluna (Italia). Estudió en el Liceo Francisco Bauzá y en el conservatorio musical de Montevideo de la Universidad de la República.
Actuó en lugares como el Teatro Solis, el Hotel Conrad de Punta del Este y en el Teatro del Centro Carlos Eugenio Scheck.
En 1968 debutó en opera en la obra La bohème de Giacomo Puccini. Fue distinguido con el Premio Artigas Mérito Oriental en mayo de 2006, en el Salón de los Pasos Perdidos del Palacio Legislativo.